# Rawbelle
Rawbelle är en ort i Australien. Den ligger i kommunen North Burnett och delstaten Queensland, omkring 350 kilometer nordväst om delstatshuvudstaden Brisbane. Antalet invånare är 102.
Trakten runt Rawbelle är nära nog obefolkad, med mindre än två invånare per kvadratkilometer..
Omgivningarna runt Rawbelle är huvudsakligen savann. Genomsnittlig årsnederbörd är 861 millimeter. Den regnigaste månaden är januari, med i genomsnitt 169 mm nederbörd, och den torraste är augusti, med 19 mm nederbörd.